# Flagellaria
Flagellaria — єдиний рід у родині квіткових рослин Flagellariaceae, що включає лише п’ять видів. Родина історично була визнана кількома систематиками. Система APG II 2003 року (без змін у порівнянні з системою APG 1998 року) справді визнає таку родину та відносить її до ряду Poales у кладі комелінід, у однодольних. Flagellaria складаються лише з п’яти відомих видів, які зустрічаються в тропічних і субтропічних регіонах Азії, Африки, Австралії та на різних островах Тихого та Індійського океанів.

## Список видів
- Flagellaria collaris Wepfer & H.P.Linder
- Flagellaria gigantea Hook.f.
- Flagellaria guineensis Schumach.
- Flagellaria indica L.
- Flagellaria neocaledonica Schltr.